# Hassan Rowshan

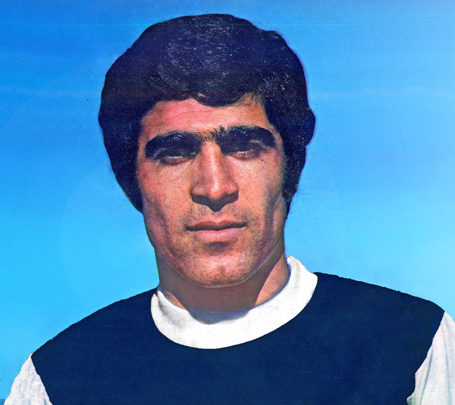
Rowshan en sus inicios con el Taj

Hassan Rowshan (en persa: حسن روشن‎, Terán, Irán; 2 de junio de 1955) es un exfutbolista iraní que jugaba en la posición de delantero. Es actualmente el director académico del Esteghlal FC.

## Carrera

### Club
Inicío su carrera en 1971 con el Taj FC, equipo con el que ganó un título de liga en la temporada 1975/76 y un título de copa en la temporada siguiente. Abandonaría al equipo en 1978 para jugar en Emiratos Árabes Unidos con el Shabab Al-Ahli Dubai FC por cuatro temporadas.
Regresaría al Esteghlal FC por una temporada para en 1983 volver al Shabab Al-Ahli Dubai FC por una temporada y en 1984 regresar al Esteghlal FC para retirarse cuatro años después.

### Selección nacional
Jugó para Irán de 1974 a 1980 en 48 partidos y anotó 12 goles, participando en fútbol en los Juegos Asiáticos de 1974 y la Copa Asiática 1976, ambos celebrados en Irán, en los Juegos Olímpicos de Montreal 1976 donde Irán llegó a los cuartos de final y anotó el gol en la derrota por 2-3 ante Polonia; y en la Copa Mundial de Fútbol de 1978 en Argentina en donde anotó el gol en la derrota por 1-4 ante Perú.

## Logros

### Club
- Copa Takht Jamshid (1): 1975-1976
- Copa Hazfi (1): 1976-1977

### Selección
- fútbol en los Juegos Asiáticos

- : 1974

## Goles con selección
| 1.      | 13-9-1974  | Aryamehr Stadium, Teherán, Irán                  | Irak           | 1–0 | Fútbol en los Juegos Asiáticos de 1974 |
| 2.      | 22-8-1975  | Aryamehr Stadium, Teherán, Irán                  | Kuwait         | 1–1 | Clasificación para Montreal 1976       |
| 3.      | 04-6-1976  | Aryamehr Stadium, Teherán, Irán                  | Irak           | 2–0 | Copa Asiática 1976                     |
| 4.      | 11-6-1976  | Aryamehr Stadium, Teherán, Irán                  | China          | 2–0 | Copa Asiática 1976                     |
| 5.      | 25-7-1976  | Olympic Stadium, Montreal, Canadá                | Polonia        | 2–3 | Montreal 1976                          |
| 6.      | 7-1-1977   | Al-Malaz Stadium, Riad, Arabia Saudí             | Arabia Saudita | 3–0 | Eliminatoria Argentina 1978            |
| 7.      | 14-8-1977  | Olympic Park Stadium, Melbourne, Australia       | Australia      | 1–0 | Eliminatoria Argentina 1978            |
| 8.      | 11-11-1977 | Aryamehr Stadium, Teherán, Irán                  | Corea del Sur  | 2–2 | Eliminatoria Argentina 1978            |
| 9.      | 11-11-1977 | Aryamehr Stadium, Teherán, Irán                  | Corea del Sur  | 2–2 | Eliminatoria Argentina 1978            |
| 10.     | 11-5-1978  | Stadium Municipal, Toulouse, Francia             | Francia        | 1–2 | Amistoso                               |
| 11.     | 11-6-1978  | Estadio Chateau Carreras, Córdoba, Argentina     | Perú           | 1–4 | Argentina 1978                         |
| 12.     | 22-9-1980  | Sabah Al Salem Stadium, Ciudad de Kuwait, Kuwait | Bangladés      | 7–0 | Copa Asiática 1980                     |
| Fuente: |            |                                                  |                |     |                                        |